# 花心 (周華健專輯)
《花心》是香港歌手周華健的一張國語專輯，發行於1993年4月20日，由滾石唱片公司發行，唱片編號：RD1201。

## 簡介
這張專輯是據統計銷量最高的專輯之一，全亞洲銷量逾400萬張，据IFPI统计，该唱片是全球华语唱片年度销量冠军。曲目包括《花心》、《孤枕難眠》、《明天我要嫁給你》等歌曲。其中花心一曲原曲為日本沖繩琉球族歌手喜納昌吉之曲《花〜すべての人の心に花を〜》（台灣譯作《花》），由台灣詩人厲曼婷為此曲填詞；而明天我要嫁給你是周华健自己创作的歌曲，成为他传唱度最高的歌曲之一，被梅艳芳，王菲，许茹芸，郑秀文，任贤齐等知名歌手翻唱。
另外，滾石唱片1993年開始製作歌手的卡拉OK，首張卡拉OK專輯收錄周華健的《花心》和《孤枕難眠》。

## 专辑曲目
| 曲序 | 曲目               |               | 作曲          | 编曲   | 备注                                         |
| ---- | ------------------ | ------------- | ------------- | ------ | -------------------------------------------- |
| 1.   | 只有你             | 武雄 詹德茂   | 童安格        | 洪敬堯 |                                              |
| 2.   | 孤枕难眠           | 劉志宏        | 劉志宏        | 洪敬堯 |                                              |
| 3.   | 花心               | 厲曼婷        | 喜納昌吉      | 鮑比達 | 翻唱自喜纳昌吉《花〜すべての人の心に花を〜》 |
| 4.   | 一次一次           | 詹德茂 周華健 | 洪敬堯        | 洪敬堯 |                                              |
| 5.   | 家                 | 羅大佑        | 羅大佑        | 鮑比達 | 原唱羅大佑，收錄於羅大佑個人專輯《家》       |
| 6.   | 你要的男人是那一種 | 李宗盛        | 李宗盛 劉志宏 | Robbie |                                              |
| 7.   | 明天我要嫁給你     | 周華健        | 周華健        | 江建民 |                                              |
| 8.   | 飛                 | 武雄          | 周華健        | Robbie | 女声: 唐懿琴                                 |
| 9.   | 有一個朋友是你     | 娃娃          | 劉志宏        | Robbie |                                              |
| 10.  | 我是誰             | 丁曉雯        | 劉哲維        | Robbie |                                              |